# Inmigración mexicana en Israel
La inmigración mexicana en Israel ha sido, y es actualmente, la tercera corriente migratoria más numerosa y significativa en Israel proveniente de América Latina, después de Argentina y Brasil. Esto se debe a que México posee una de las comunidades judías más grandes del América Latina. Debido a esto, muchos judeo-mexicanos están en condiciones de hacer la aliyá y convertirse en ciudadanos israelíes gracias a la Ley del Retorno. La comunidad mexicana en Israel es de aproximadamente 3.000 personas, es la mayor comunidad mexicana en el continente asiático.

## Historia
La migración de mexicanos hacia Israel es una ola migratoria reciente, en los años 60 comenzó la primera diáspora de mexicanos de origen judío que emigraron a lo que ellos llamaban regreso a Tierra Santa, con el motivo de ocupar territorios israelíes. Sin embargo, en años más recientes surgió otro pequeño contingente que se alistó a las fuerzas armadas israelíes para hacer el servicio militar.
No todos los mexicanos que emigraron a Israel en los años 80 fueron judíos, muchos religiosos católicos también se fueron de México para residir en los lugares de mayor importancia  para el Cristianismo, algunos de ellos eran de la orden franciscana y jesuita. Estos primeros mexicanos se fueron integrando al país conjuntamente con otros latinoamericanos y españoles residentes en el país asiático. Otro grupo de mexicanos que emigraron a Israel fueron aquellos que profesan el evangelismo, que entre sus creencias está el Israel es la tierra prometida de la literatura bíblica y además consideran a los judíos como el pueblo elegido por Dios, algunos evangélicos mexicanos dejaron su patria para irse a residir de forma permanente en Israel con sus familiares.
El último contingente de mexicanos que decidieron establecerse en las ciudades israelíes fueron los empresarios mexicanos, inmigrantes que empezaron a llegar después del año 2000 en adelante, con el objetivo de emprender negocios y venta de productos mexicanos para el mercado del medio oriente.

## Mexicanos notables en Israel
- Binyamin Temkin, político.
- Rosario Castellanos, poeta.
- Jacob David Bekenstein, físico.
- Gaby Lasky, política y activista social.
- Eliezer Ronen, parlamentario.